# Bellanca Skyrocket II
El Bellanca 19-25 Skyrocket II fue un prototipo de avión ligero construido en los Estados Unidos en los años 70 del siglo XX. A pesar de su avanzado diseño y prestaciones extraordinariamente buenas, nunca alcanzó la certificación ni entró en producción.

## Desarrollo
El avión fue el éxito del hijo de Giuseppe Mario Bellanca, August. Bellanca formó la compañía Bellanca Aircraft Engineering Inc. en Scott Depot, Virginia Occidental, para desarrollar un diseño nuevo concebido en 1957. El Skyrocket II era un monoplano de ala baja cantilever de seis plazas y configuración convencional con tren de aterrizaje triciclo retráctil. Fue construido con materiales compuestos, una técnica avanzada para su época, y las pruebas de vuelo demostraron que era extremadamente rápido en el aire. En cuestión de meses desde su primer vuelo, el prototipo reclamó cinco récords mundiales de velocidad para un avión de su clase, permaneciendo todos menos uno hasta 2013. El avión atrajo la atención de la NASA, que dirigió un análisis aerodinámico del diseño, con el fin de investigar el flujo laminar natural como factor de sus altas prestaciones.
Los planes para producir comercialmente el avión fueron desechados debido a la recesión en el mercado de la aviación civil en los Estados Unidos a principios de los años 80. A mitad de los años 90, el diseño fue desarrollado en un kit de montaje y vendido como Skyrocket III para ayudar a conseguir fondos para un nuevo programa de certificación. El Skyrocket III presenta una velocidad, carga útil y alcance mayores, y fue rediseñado para que tuviera una construcción modular. En 1998, se habían entregado once kits pero se desconoce si alguno fue completado y volado.

## Variantes
Skyrocket II
Prototipo de avión utilitario de seis plazas, uno construido.
Skyrocket III
Variante de construcción en forma de kit.

## Especificaciones (Skyrocket II)
Referencia datos: Jane's All The World's Aircraft 1976–77

### Características generales
- Tripulación: Un piloto.
- Capacidad: Cinco pasajeros.
- Longitud: 8,8 m
- Envergadura: 10,7 m
- Superficie alar: 17 m²
- Perfil alar: NACA 632215
- Peso vacío: 1043,3 kg
- Peso útil: 737,1 kg
- Peso máximo al despegue: 1859,7 kg
- Planta motriz: 1× motor bóxer de 6 cilindros refrigerado por aire Continental GTSIO-520-F.
  - Potencia: 324,4 kW (435 hp)

### Rendimiento
- Velocidad nunca excedida (Vne): 532,7 km/h a 8839,2 m
- Velocidad crucero (Vc): 410,4 km/h a 4572 m, al 65% de la potencia
- Velocidad de entrada en pérdida (Vs): 104,6 km/h
- Alcance: 2357,7 km
- Techo de vuelo: 9144 m (30000 pies)
- Régimen de ascenso: 9,65 m/s (1900 pies/min)

### Secuencias de designación
- Secuencia Numérica (de Bellanca): ← 14-19 - 17-30 - 17-20 - 19-25 - 28-70 - 28-90 - 28-92 →